# Operatie Donder
Operatie Donder (Frans: Opération Tonnerre) is het twintigste album uit de Franco-Belgische strip Tanguy en Laverdure van Jean-Michel Charlier (scenario) en Jijé en Patrice Serres (tekening).
Jijé, die de fakkel van Albert Uderzo overgenomen had in 1968, overleed in juni 1980
Dit was het tweede deel van een drieluik dat voorafgegaan werd door Het geheimzinnige Delta-squadron en vervolgd werd door De helse vlucht. De helse vlucht werd wel pas als 23ste album gepubliceerd, de twee albums ertussen zijn een bundeling van kortverhalen die eind jaren zestig verschenen.

## Het verhaal
Tanguy en Laverdure zijn op weg naar de luchthaven van Faya-Largeau in Tsjaad. Via de radio krijgen ze echter een bericht om niet te landen. De vluchttoren zegt dat dit niet klopt en zegt dat ze moeten landen maar ze vertrouwen het zaakje niet. De persoon die hen probeerde te waarschuwen wordt nu op de hielen gezeten. Dit hebben ze al snel door in het vliegtuig en ze proberen de man te redden door een touw uit te gooien en hem op te halen. De man blijkt majoor Daval te zijn. Ze vluchten naar Bangui en komen door de gebeurtenissen tot de vaststelling dat een van hen een verrader moet zijn. Ernest zegt dat hij, Michel en stewardess Natacha het al niet kunnen zijn omdat ze niet van de missie af wisten voor de opgestegen waren in Frankrijk. Tarnier, Vögel en Loiseau zeggen ook onschuldig te zijn.
Michel vermoedt dat deze missie al altijd het plan was van kolonel Varande toen die hen uit het leger ontsloeg. Ze besluiten om naar Accra te vliegen om daar wapens op te halen om aan de rebellen te overhandigen, echter maken ze die wapens wel onbruikbaar. Er worden ook huurlingen geronseld om Muriel Aspern te bevrijden bij de overdracht van de wapens. Zwaarbeladen vliegen ze terug naar Tsjaad en worden ondertussen bijna onderschept door Nigeriaanse vliegtuigen. Net voor de landing springen enkele mannen uit het vliegtuig voor hun missie om Muriel te bevrijden. Met enkele handige listen na de landing weten ze al snel te ontkomen nog voor de rebellen door hebben dat de wapens niet bruikbaar zijn. Echter is er ongemerkt een van de rebellen aan boord kunnen klimmen. Nadat ze twintig minuten later op een vlakte landen rusten ze buiten even uit. Terwijl Tanguy en Vögel in slaap vallen gaat Natacha terug het vliegtuig in om iets in de keuken klaar te maken. Als ze lang weg blijft gaat Laverdure kijken waar ze blijft en ontdekt dat zij de verraadster is. Met een luchtdrukpistool met verdovend middel maakt ze hem bewusteloos en houdt dan Vogel en Tanguy onder schot, echter ontwaakt Laverdure eerder dan zij gedacht had en kan hij haar overmeesteren. Dan zien ze dat hulptroepen, die Natacha opgetrommeld heeft, onderweg zijn en besluiten ze het hazenpad te kiezen. Ze stijgen op net voor de wagens bij hen zijn en vluchten, niet wetende dat de rebel ook nog steeds aan boord is ...